# Lista de supercentenários franceses
Esta é uma lista incompleta de supercentenários franceses, ou seja de pessoas francesas que tenham alcançado a idade de 110 anos.

## Lydie Vellard
Lydie Vellard (18 de março de 1875– 17 de setembro de 1989) está entre as 50 pessoas mais velhas de sempre com idade verificável. Faleceu aos 114 anos e 183 dias.

## Jeanne Calment
Jeanne Louise Calment (21 de fevereiro de 1875– 4 de agosto de 1997) foi a pessoa mais velha de sempre com idade verificável. Faleceu aos 122 anos e 164 dias. Obviamente, foi também decana da humanidade.

## Luce Maced
Luce Maced (2 de maio de 1886– 25 de fevereiro de 2000) está entre as 101 pessoas mais velhas de sempre com idade verificável. Faleceu aos 113 anos e 299 dias.

## Marie Brémont
Marie Marthe Augustine (Mesange) Lemaitre Brémont (25 de abril de 1886– 6 de junho de 2001) está entre as 25 pessoas mais velhas de sempre com idade verificável. Faleceu aos 115 anos e 42 dias. Foi também decana da humanidade.

## Germaine Haye
Germaine Germain Haye (10 de outubro de 1888– 18 de abril de 2002) foi a decana dos francesas durante cerca de um ano. Na altura da sua morte figurava na lista das 100 pessoas mais velhas de sempre onde permaneceu até março de 2008. Germaine viveu na cidade de Mortagne-au-Perche na Normandia desde os 19 anos de idade. Depois de ter criado as suas três filhas dedicou-se à literatura, publicando poemas sob o pseudónimo Anne Moranget. Germaine foi saudável e bem-humorada durante toda a sua vida e permaneceu lúcida até à sua morte.

## Anne Primout
Anne Primout (5 de outubro de 1890– 26 de março de 2005) está entre as 50 pessoas mais velhas de sempre com idade verificável. Nasceu na Argélia que na altura era uma colónia francesa e chamava-se Angèle Dupont nos primeiros anos de vida. Faleceu aos 114 anos e 172 dias em Perpignan.

## Camille Loiseau
Camille Loiseau (Paris,13 de fevereiro de 1892– 12 de agosto de 2006) está entre as 50 pessoas mais velhas de sempre com idade verificável. Faleceu aos 114 anos e 180 dias. Casou em 1910 com René Frédéric Chadal, mas o seu casamento durou só 15 dias. Era bastante bem humorada e namoradeira, mesmo nos últimos anos da sua vida.

## Maurice Floquet
Maurice Noël Floquet (Poissons, 25 de dezembro de 1894 - Montauroux, 10 de novembro de 2006) foi durante 4 anos o homem mais velho de França e continua a ser o francês mais velho de sempre, tendo atingido os 111 anos e 320 dias. 

Maurice serviu como soldado na Primeira Guerra Mundial tendo sido ferido por várias vezes. Depois da guerra tornou-se reparador de tratores agrícolas. Trabalhou no jardim da sua casa até cerca dos 100 anos e foi ainda capaz de andar 20 minutos e bicicleta aos 110 anos de idade.

## Marie-Simone Capony
Marie-Simone Capony (14 de março de 1894– 15 de setembro de 2007) era uma professora reformada e foi durante mais de um ano a pessoa mais velha de França. No dia da sua morte era a quinta pessoa mais velha do Mundo e permaneceu durante cerca de um mês na lista das 100 pessoas mais velhas de sempre. Marie-Simone nasceu em Charlieu (Loire) e faleceu em Cannes. O seu noivo foi morto na Primeira Guerra Mundial em 1914 e Marie-Simone nunca se casou. Apesar de ter deixado de ser capaz de andar pouco depois de se tornar centenária, continuou sempre saudável tendo em consideração a sua idade avançada.

## Clémentine Solignac
Clémentine Solignac (7 de setembro de 1894– 25 de maio de 2008) faleceu aos 113 anos e 261 dias. À data da sua morte era a decana de França, a segunda pessoa mais velha da Europa e a quarta do Mundo. Esteve  na lista 100 das pessoas mais velhas de sempre, entre 15 de março de 2008 e 17 de dezembro de 2009.

## Lazare Ponticelli

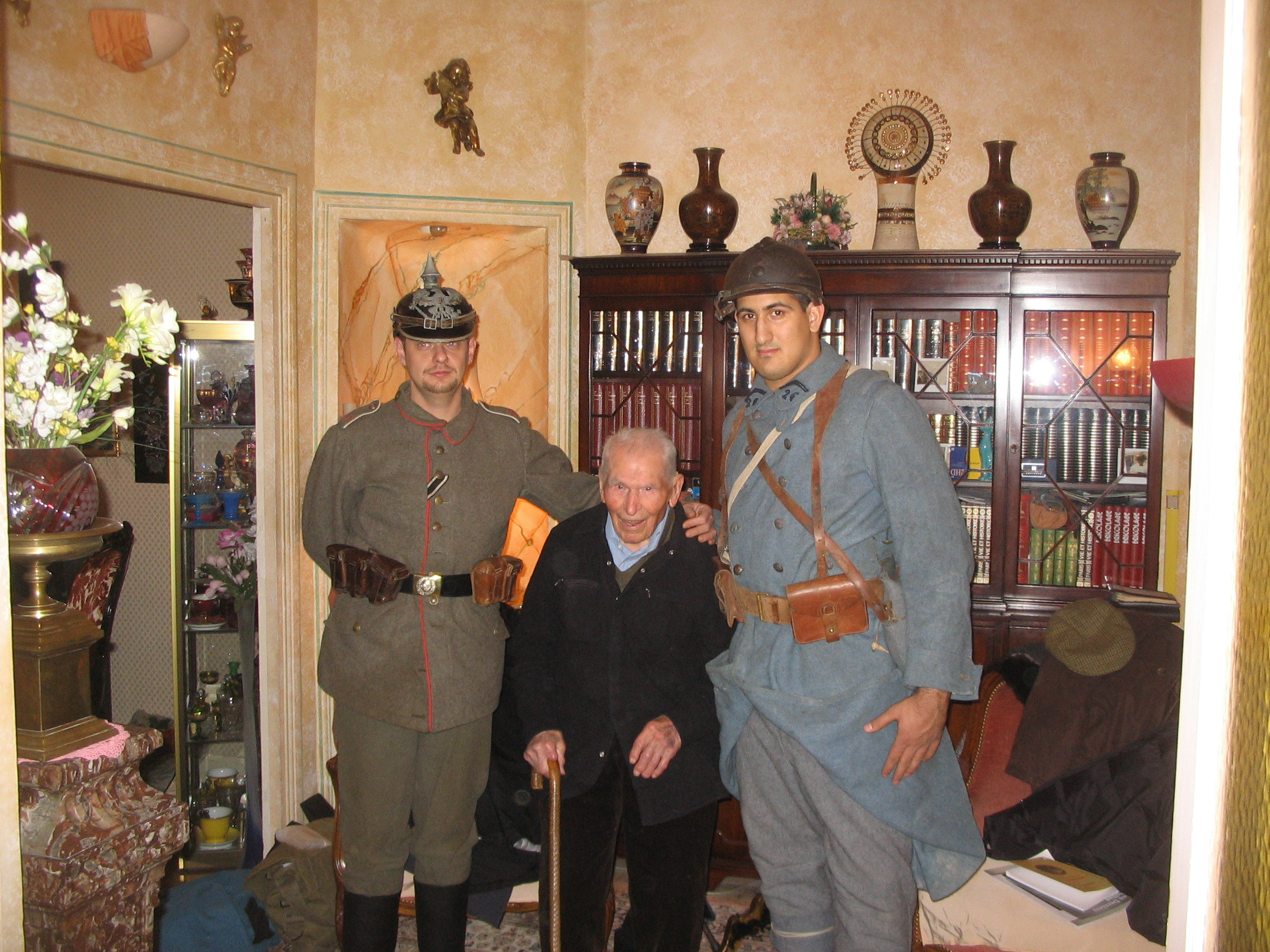
Lazare Ponticelli rodeado por dois figurantes com velhos uniformes em 2006

Nascido Lazzaro Ponticelli (7 de dezembro de 1897-12 de março de 2008) na Itália, era no dia da sua morte o último oficial veterano da Primeira Guerra Mundial e o último sobrevivente francês da guerra das trincheiras. Era simultaneamente o homem mais velho nascido na Itália e o mais velho residente na França. 

Emigrou para França aos nove anos de idade e alistou-se em 1914 no exército francês. No entanto, quando a sua nacionalidade foi descoberta foi transferido para o exército italiano. Depois da guerra fundou com os seus irmãos uma companhia metalúrgica denominada Ponticelli Fréres (Irmãos Ponticelli), que contribuiu para a esforço de guerra da Segunda Guerra Mundial e ainda existe.
Dada sua situação como o último sobrevivente francês da Grande Guerra foi-lhe concedido um funeral de estado, que ele só aceitou poucas semanas antes de morrer para servir de homenagem a todos aqueles que morreram na Primeira Guerra Mundial.

## Eugénie Blanchard
Eugénie Blanchard,(Ilha de São Bartolomeu,16 de fevereiro de 1896-São Bartolomeu, 4 de novembro de 2010) foi atualmente a pessoa mais velha do Mundo. Foi a pessoa mais velha de sempre da coletividade ultramarina de São Bartolomeu.

A 24 de outubro de 2009 entrou na Lista das pessoas mais velhas de sempre.  Tornou-se a pessoa mais velha do Mundo a 2 de maio de 2010.
Eugénie nasceu somente 18 anos depois da sua ilha natal ter sido vendida pela Suécia à França. Nasceu na zona de Merlet e foi freira. Em 1929, aos 33 anos, mudou-se para a ilha de Curaçao nas Antilhas Holandesas. Nesta ilha, vendeu doces, pelo que passou a ser chamada de Douchy, que significa "doce"  no crioulo de Curaçao. Voltou para a sua terra somente em 1956, vivendo num lar de idosos desde 1980. Apesar de estar quase cega e estar muito fraca, gozou de boa saúde até quase ao fim da sua vida.